# Sommeri
Sommeri – miejscowość i gmina (Politische Gemeinde) w północno-wschodniej Szwajcarii, w kantonie Turgowia, w okręgu (Bezirk) Arbon.   

## Demografia
W Sommeri mieszka 641 osób. W 2021 roku 16,8% populacji gminy stanowiły osoby urodzone poza Szwajcarią. 